# Goleniów
Goleniów, alemán Gollnow, es una ciudad en Polonia, en Voivodia de Pomerania Occidental. Con 22.399 habitantes (2004). Es la capital del condado de Goleniów en el voivodato de Pomerania occidental (desde 1999); anteriormente estuvo en el voivodato de Szczecin (1975-1998). La superficie de la ciudad es de 12,5 kilómetros cuadrados y su situación geográfica es de 53°33′N y 14°49′E. Está situada en el centro del bosque de Goleniowska en la llanura de Goleniów, cerca de las carreteras principales números 3 y 6.  
El aeropuerto internacional Szczecin-Goleniów "Solidarność"  está situado justo al este de la ciudad. 
La ciudad forma una aglomeración urbana con las ciudades vecinas de Szczecin, Stargard Szczeciński, Świnoujście, Police, Gryfino y Nowe Warpno. 
Ocupada por los suecos en el verano de 1630 durante la guerra de los Treinta Años, pasó a Prusia en 1720 al final de la Gran guerra del Norte. 